# بنك نيكاراغوا المركزي
بنك نيكاراغوا المركزي هو البنك المركزي وهو الجهة المالية المسؤؤولة في نيكاراغوا، وقد أسس رسميا في 16 سبتمبر 1960 لكنه بدأ أعماله في 1 يناير 1961.
بنك نيكاراغوا المركزي هو المسؤول عن إصدار الكوردوبا النيكاراغوية (القرطبة).